# Wally Pfister
Pour les articles homonymes, voir Pfister.
Walter « Wally » Pfister est un directeur de la photographie et réalisateur américain né à Chicago le 8 juillet 1961 et marié à Anna Julien depuis 1992.
Il a notamment éclairé les films de Christopher Nolan depuis Memento, ce qui lui a valu quatre nominations à l'Oscar de la meilleure photographie pour les films Batman Begins, Le Prestige,  Le Chevalier noir, ainsi que pour Inception, pour lequel il remporta finalement la récompense.

## Filmographie

### Comme directeur de la photographie
- 1991 : The Unborn de Rodman Flender
- 1993 : Amityville : Darkforce (Amityville: A New Generation) de John Murlowski
- 2000 : Memento de Christopher Nolan
- 2001 : Laurel Canyon de Lisa Cholodenko
- 2002 : Insomnia de Christopher Nolan
- 2003 : Braquage à l'italienne (The Italian Job) de F. Gary Gray
- 2005 : Batman Begins de Christopher Nolan
- 2006 : Slow Burn de Wayne Beach
- 2006 : Le Prestige (The Prestige) de Christopher Nolan
- 2008 : The Dark Knight : Le Chevalier noir (The Dark Knight) de Christopher Nolan
- 2010 : Inception de Christopher Nolan
- 2011 : Le Stratège (Moneyball) de Bennett Miller
- 2012 : The Dark Knight Rises de Christopher Nolan

### Comme réalisateur
- 2014 : Transcendence

## Distinctions

### Récompenses
- Chicago Film Critics Association Awards 2008 : meilleure photographie pour The Dark Knight : Le Chevalier noir[1]
- Dallas-Fort Worth Film Critics Association Awards 2008 : meilleure photographie pour The Dark Knight : Le Chevalier noir
- Florida Film Critics Circle Awards 2008 : meilleure photographie pour The Dark Knight : Le Chevalier noir
- Central Ohio Film Critics Association Awards 2009 : meilleure photographie pour The Dark Knight : Le Chevalier noir
- Chicago Film Critics Association Awards 2010 : meilleure photographie pour Inception
- Florida Film Critics Circle Awards 2010 : meilleure photographie pour Inception
- Hollywood Film Festival 2010 : directeur de la photographie de l'année
- Satellite Awards 2010 : meilleure photographie pour Inception
- Sierra Awards 2010 : meilleure photographie pour Inception
- Oscars 2011 : meilleure photographie pour Inception
- American Society of Cinematographers Awards 2011 : meilleure photographique d'un long-métrage sorti en salles pour Inception
- Critics Choice Awards 2011 : meilleure photographie pour Inception

### Nominations
- Oscars du cinéma
  - Oscar de la meilleure photographie 2006 pour Batman begins
  - Oscar de la meilleure photographie 2007 pour Le prestige
  - Oscar de la meilleure photographie 2009 pour The Dark Knight : Le Chevalier noir
- Independent Spirit Awards 2002 : meilleure photographie pour Memento
- American Society of Cinematographers Awards 2006 : meilleure photographique d'un long-métrage sorti en salles pour Batman Begins
- American Society of Cinematographers Awards 2009 : meilleure photographique d'un long-métrage sorti en salles pour The Dark Knight : Le Chevalier noir
- BAFTA Awards 2009 : meilleure photographie pour The Dark Knight : Le Chevalier noir
- Dallas-Fort Worth Film Critics Association Awards 2010 : meilleure photographie pour Inception
- BAFTA Awards 2011 : meilleure photographie pour Inception
- Central Ohio Film Critics Association Awards 2011 : meilleure photographie pour Inception